# Mystérium sexu
Mystérium sexu (v anglickém originále Masters of Sex) je americký televizní seriál stanice Showtime. Za vznikem seriálu stojí Michelle Ashford a kniha Masters of Sex od spisovatele Thomase Maiera. Hlavní role ztvárnili Michael Sheen a Lizzy Caplan. Seriál byl kladně přijat kritiky, v roce 2013 byl nominován na Zlatý glóbus v kategorii "nejlepší televizní seriál". První díl seriálu měl premiéru 29. září 2013. Po čtyřech odvysílaných řadách se rozhodla stanice Showtime seriál zrušit. 

## Synopse

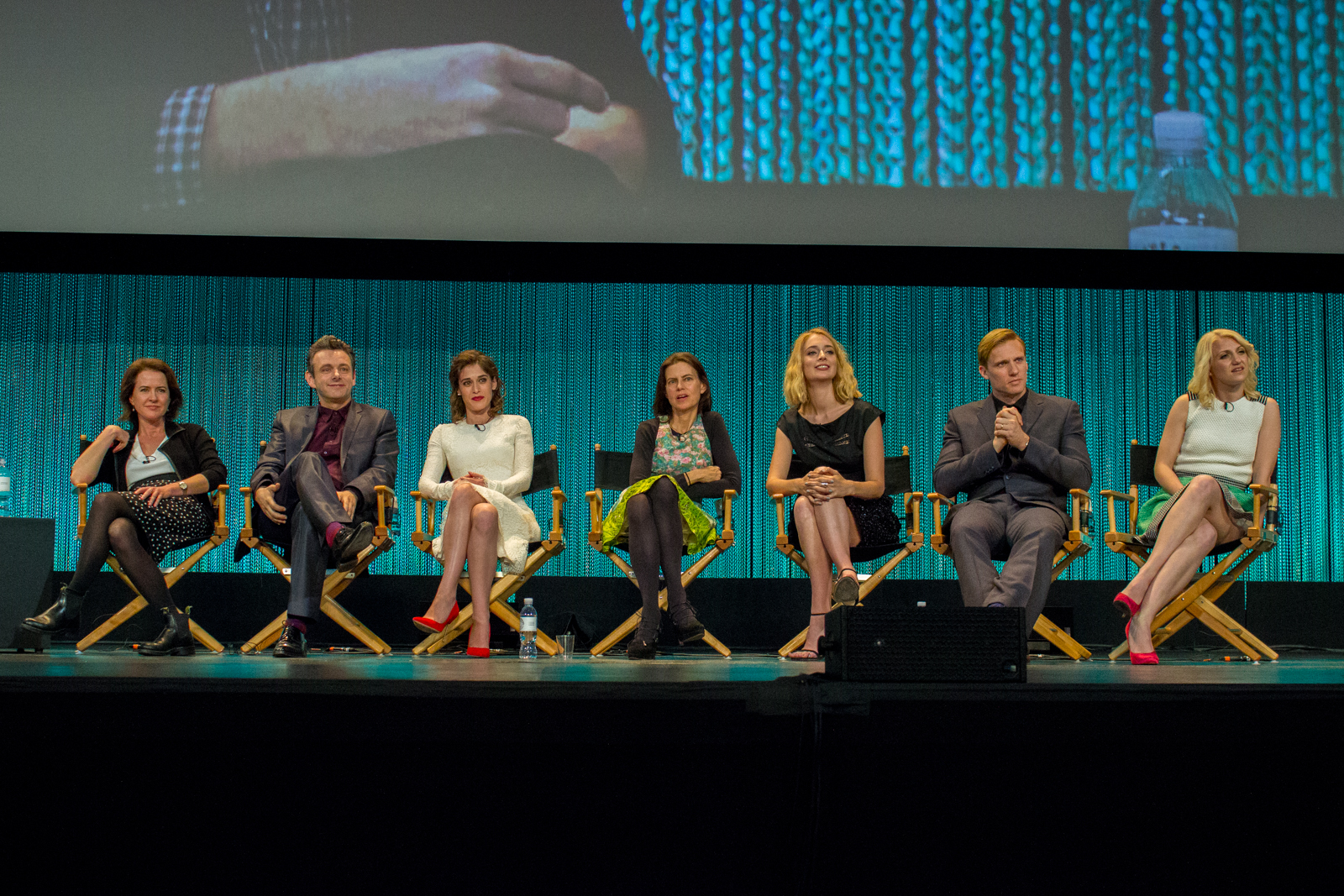
Tvůrci a herci na PaleyFestu v roce 2014. Zleva: Michelle Ashford, Michael Sheen, Lizzy Caplan, Sarah Timberman (výkonná producentka), Caitlin Fitzgerald, Teddy Sears a Annaleigh Ashford.

Seriál se odehrává v padesátých a šedesátých letech a pojednává o výzkumu a vztahu mezi Williamem Mastersem (Michael Sheen) a Virginií Johnson (Lizzy Caplan), dvěma výzkumníky ohledně lidské sexuality na Washingtonské univerzitě v St. Louis ve státě Missouri.

## Obsazení

### Hlavní role
| Michael Sheen      | Dr. William Masters |
| Lizzy Caplan       | Virginia Johnson    |
| Caitlin Fitzgerald | Libby Masters       |
| Teddy Sears        | Dr. Austin Langham  |
| Annaleigh Ashford  | Betty Dimello       |
| Nicholas D'Agosto  | Dr. Ethan Haas      |

### Vedlejší role
| Beau Bridges                     | Barton Scully                  |
| Allison Janney                   | Margaret Scully                |
| Rose McIver                      | Vivian Scully                  |
| Heléne Yorke                     | Jane Martin                    |
| Kevin Christy                    | Lester Linden                  |
| Julianne Nicholson               | Dr. Lillian DePaul             |
| Ann Dowd                         | Estabrooks „Essie“ Masters     |
| Mather Zickel                    | George Johnson                 |
| Cole Sand a Noah Robbins         | Henry Johnson, syn Virginie    |
| Kayla Madison a Isabelle Fuhrman | Tessa Johnson, dcera Virginie  |
| Greg Grunberg                    | Gene Moretti                   |
| Finn Wittrock                    | Dale                           |
| Betsy Brandt                     | Barbara Sanderson              |
| Christian Borle                  | Francis „Frank“ Masters mladší |
| Keke Palmer                      | Coral                          |
| Jocko Sims                       | Robert Franklin                |
| Sarah Silvermanová               | Helen                          |
| Courtney B. Vance                | Dr. Charles Hendricks          |
| Danny Huston                     | Dr. Douglas Greathouse         |
| Artemis Pebdani                  | Flo Packer                     |
| Adam Arkin                       | Shep Tally                     |
| Josh Charles                     | Dan Logan                      |
| Emily Kinney                     | Nora Everett                   |
| Ben Koldyke                      | Paul Edley                     |
| Colin Woodell                    | Ronald Sturgis                 |
| Jeremy Strong                    | Dr. Art Dreesen                |
| Betty Gilpin                     | Dr. Nancy Leveau               |
| Niecy Nash                       | Louise Bell                    |
| Kelli O'Hara                     | Dody Oliver                    |

## Vysílání
| Řada | Díly | Premiéra v USA    | Premiéra v USA     | Premiéra v ČR   | Premiéra v ČR      |
| Řada | Díly | První díl         | Poslední díl       | První díl       | Poslední díl       |
| ---- | ---- | ----------------- | ------------------ | --------------- | ------------------ |
| 1    | 12   | 29. září 2013     | 15. prosince 2013  | 3. ledna 2018   | 21. března 2018    |
| 2    | 12   | 13. července 2014 | 28. září 2014      | 28. března 2018 | 13. června 2018    |
| 3    | 12   | 12. července 2015 | 27. září 2015      | 20. června 2018 | 5. září 2018       |
| 4    | 10   | 11. září 2016     | 13. listopadu 2016 | 12. září 2018   | 14. listopadu 2018 |